# Karoseria

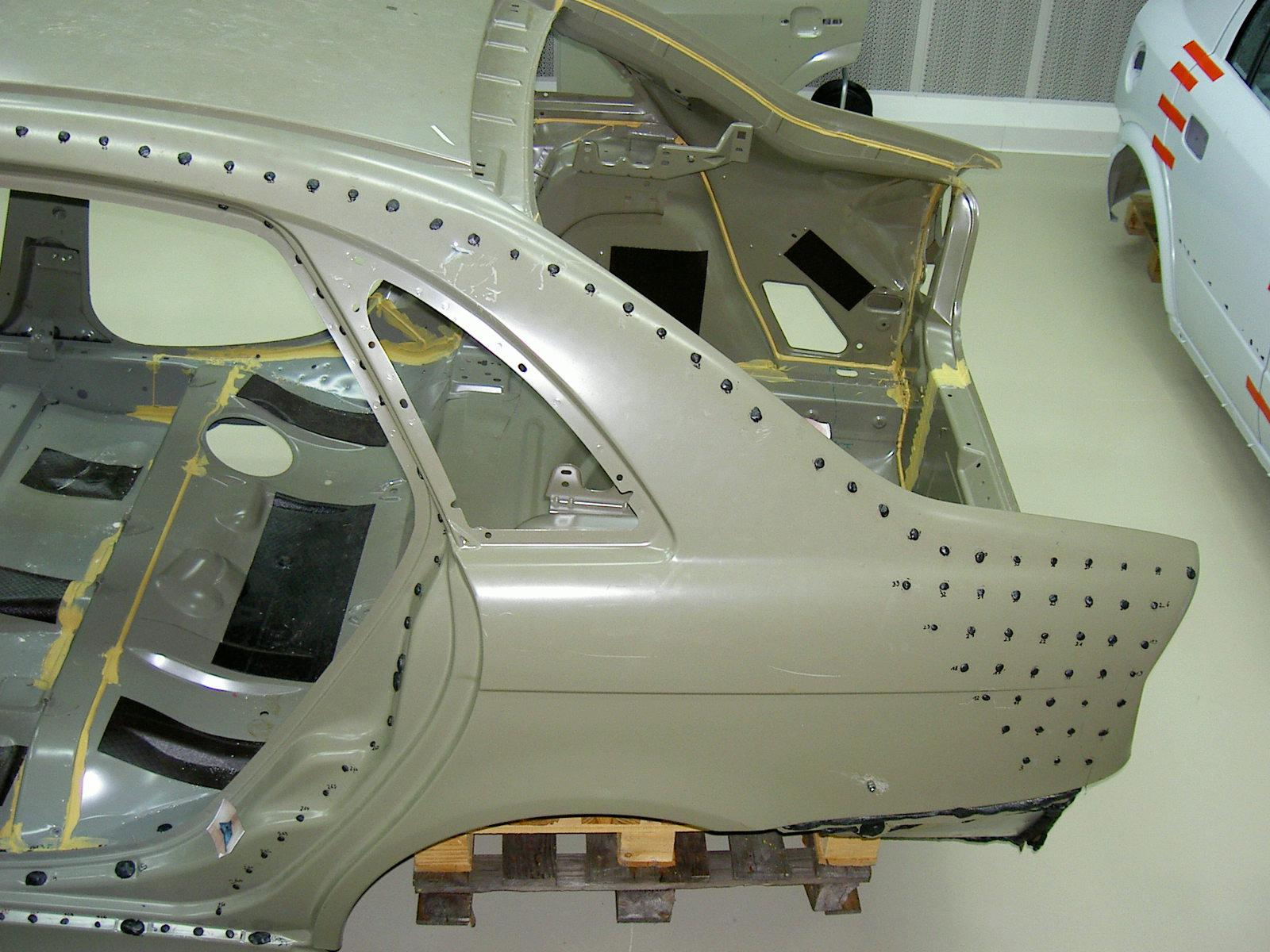
Prototyp karoserii samochodu osobowego

Karoseria (fr. carrosserie) – konstrukcja samochodu, którą tworzy płyta podłogowa wraz z elementami strefy górnej. Zwykle składa się z płyty podłogowej, konstrukcji górnej stałej, która w środkowej części oparta jest na słupkach, dachu, komory silnika, komory bagażnika oraz części ruchomych takich jak drzwi, maska czy pokrywa bagażnika. W przypadku pojazdów ramowych, płytę podłogową zastępuje rama nośna.

## Elementy karoserii
Główne części karoserii:
- płyta podłogowa, rama lub kombinacja tych elementów
- drzwi
- błotniki (nadkola)
- pokrywa silnika (maska)
- pokrywa bagażnika
- pas tylny
- wzmocnienie zderzaka
- progi wewnętrzne i zewnętrzne
- dach
- słupki
- zderzaki
- elementy maskujące i ozdobne.

## Wykonanie
Karoserię wykonuje się zazwyczaj z blach stalowych, rzadziej ze stopów aluminium, magnezu oraz tworzyw sztucznych. Odpowiedni kształt elementom karoserii nadaje się poprzez tłoczenie za pomocą pras hydraulicznych lub poprzez odlewania ciśnieniowe. Elementy karoserii łączy się, stosując różne technologie: zgrzewanie, klejenie, nitowanie, skręcanie oraz lutospawanie. Coraz rzadziej wykorzystywane są połączenia spawane.